# Masters Tournament 2012

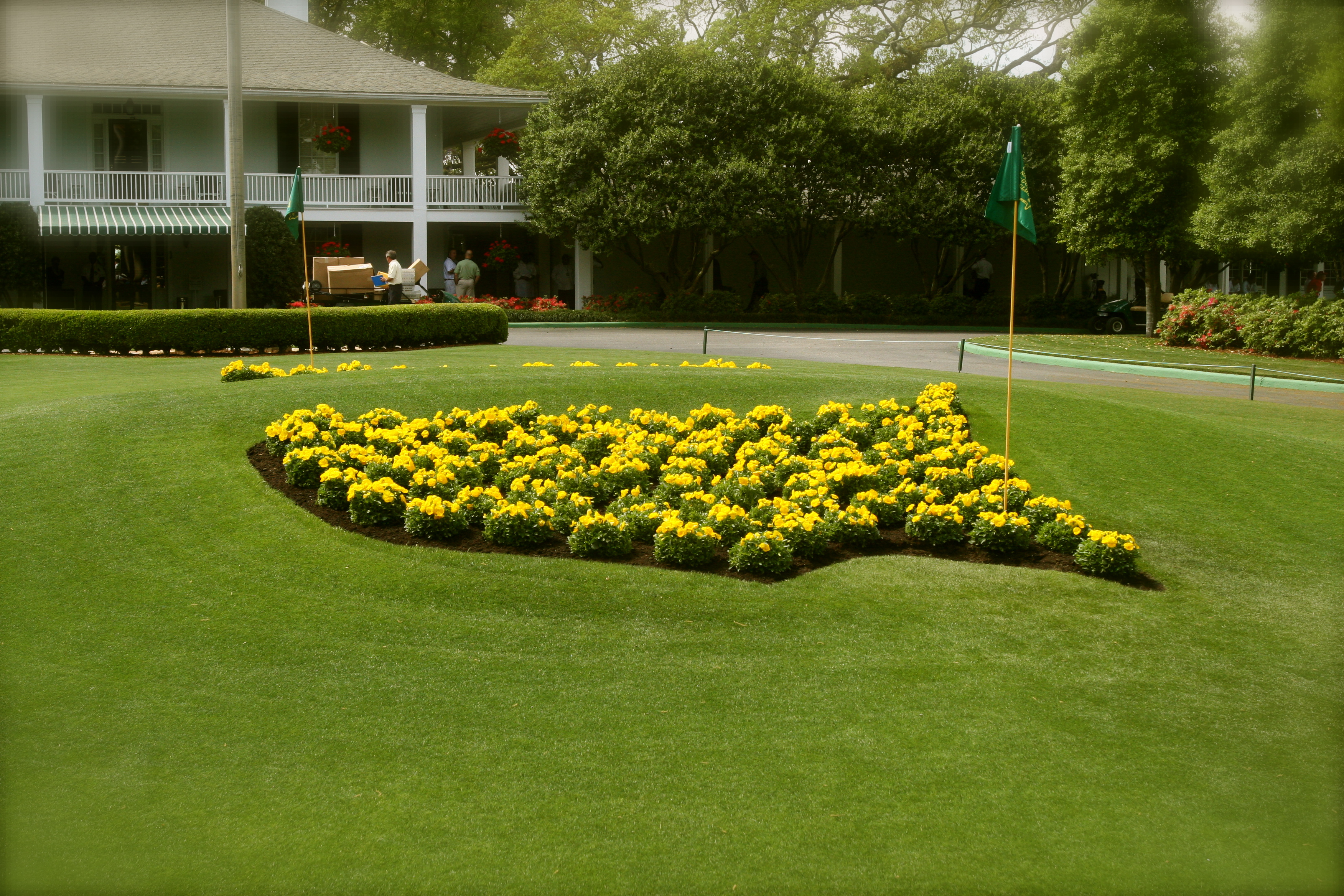

De Masters werd in 2012 gespeeld van 5-8 april op de Augusta National Golf Club.

## The Georgia Cup
Voorafgaand aan de Masters wordt altijd een benefiet matchplay gespeeld tussen de winnaars van het Amerikaanse en Britse Amateurkampioenschap van het voorgaande jaar. Dat waren in 2012 de Amerikaan Kelly Kraft en de Australiër Bryden MacPherson. Op de Lakeside Course van de Golf Club of Georgia won MacPherson op de zeventiende hole met 2&1. Beide spelers werden meteen na deze Masters professional.

## Verslag

### Ronde 1
De par van de baan is 72. 

De eerste speler die met een score onder par binnenkwam, was Paul Lawrie met −3. maar op dat moment stond Henrik Stenson na negen holes al op −5. Inmiddels werd het bewolkt op Augusta en kwam er meer wind, zoals voorspeld. Stenson stond weer op −5 toen hij op de 18de tee aankwam, maar maakte op de par 4 een 8, waarna Lee Westwood aan de leiding stond met −4 na acht holes. De beste amateur was Hideki Matsuyama, hij maakte een ronde van 71.
Iedere dag wordt een kristallen vaas uitgereikt voor de speler met de laagste score. Iedere eagle wordt beloond door twee kristallen glazen, Stenson verdiende twee glazen voor zijn eagles op hole 2 en 8, Lawrie voor zijn eagles op hole 13 en 15, Pádraig Harrington verdiende een glas voor zijn eagle op hole 2 en Zach Johnson voor hole 14. Jack Nicklaus heeft het record met 48 glazen. Een albatros levert een kristallen vaas op maar die is pas drie keer uitgereikt.

### Ronde 2
De score van hole 18 is gemiddeld 4,35, er worden dus weinig birdies gemaakt en meer bogeys. Westwood en Dufner, die tot hole 18 samen met −6 aan de leiding stonden, droegen daaraan bij, Dufner maakte een bogey maar bleef met −5 aan de leiding, Westwood maakte zelfs een dubbelbogey. De beste ronde was van de 52-jarife Fred Couples, die al 25 keer de Masters speelde. Hij kwam ook op −5 en is de oudste leider na 36 holes. Bovendien is hij met een gemiddelde van 71,90 slagen recordhouder van alle spelers die meer dan 100 rondes op Augusta hebben gespeeld. Nummer 2 is Jack Nicklaus met 71,98.
Een glas voor een eagle op hole 13 werd verdiend door Phil Mickelson en Aaron Baddeley.

### Ronde 3

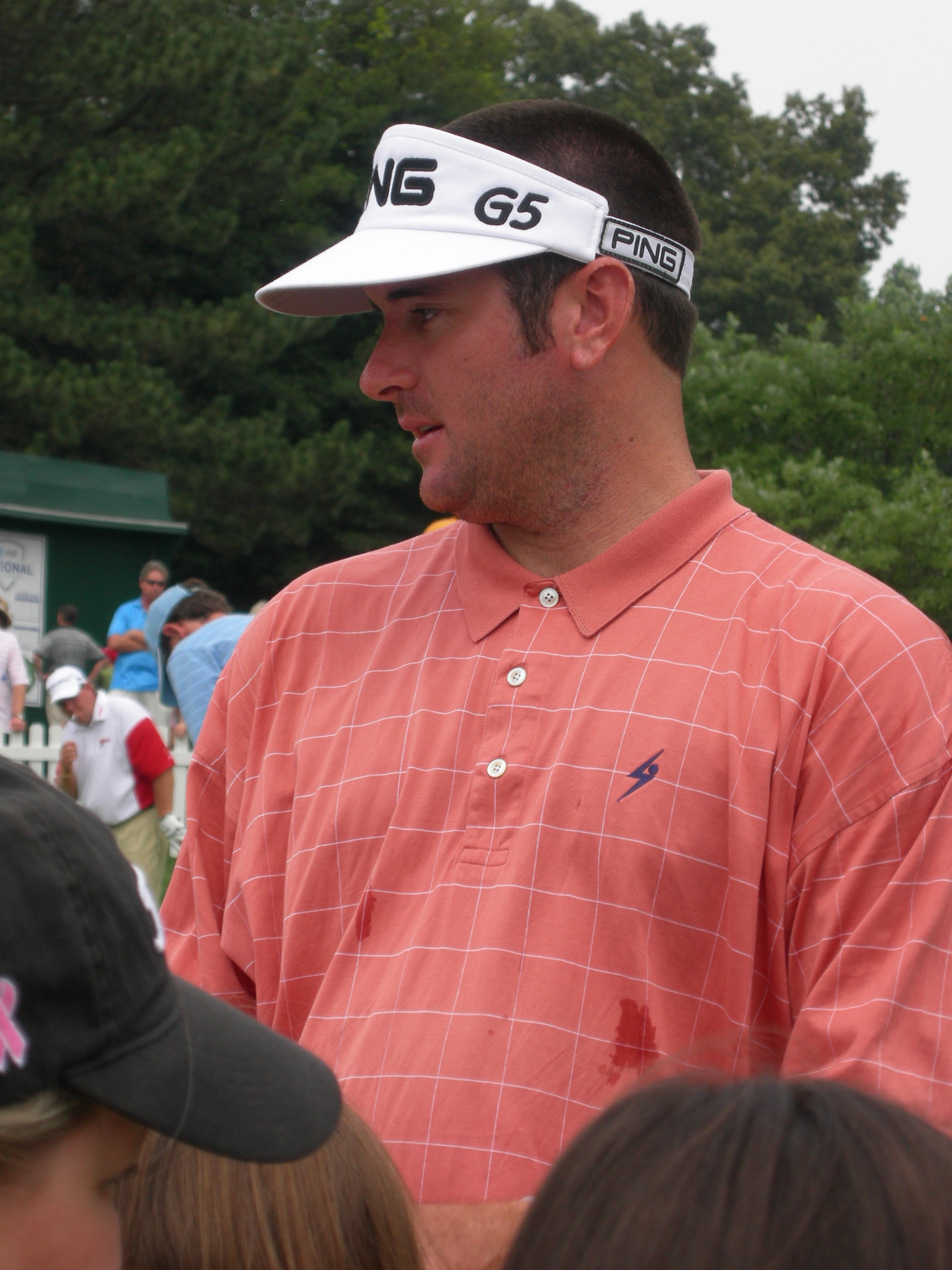
Bubba Watson

Zestig spelers, dat wil zeggen alle spelers met een score van +5 of beter, spelen de 3de en 4de ronde, inclusief drie van de zes amateurs: Hideki Matsuyama (+1), Patrick Cantlay (+5) en Kelly Kraft (+5). 
Peter Hanson heeft een score van −7 binnengebracht, een nieuw baanrecord waarmee hij aan de leiding ging. Daarmee bleef hij een slag voor Phil Mickelson, die −6 scoorde. Rory McIlroy was minder gelukkig, hij begon met een dubbelbogey, hij maakte een ronde van +5 en zakte van de 3de naar de 27ste plaats.
Een glas voor een eagle op hole 15 werd verdiend door Charles Howell III en Vijay Singh.

### Ronde 4
Phil Mickelson verkleinde zijn kans op een overwinning door op hole 4, een par 3, drie slagen te verliezen.
Louis Oosthuizen verdiende een kristallen vaas doordat hij een albatros (een 2 op een par 5) maakte, waarna hij met −10 aan de leiding ging, maar Bubba Watson, die met hem in de laatste partij speelde, kwam op hole 16 gelijk met hem te staan. Het kwam tot de 8ste play-off in de geschiedenis van de Masters. De play-off begon op hole 18, daarna werd hole 10 gespeeld. Oosthuizen maakte een bogey, Watson won de Masters.

Adam Scott maakte een hole-in-one op hole 16 en verdiende een kristallen glas. Zijn eindscore voor de ronde was 66, hij kwam in de top-10 en mag volgend jaar weer meespelen. Justin Rose, Matt Kuchar en Francesco Molinari krijgen een glas voor hun eagle op hole 15.>br>
Miguel Ángel Jiménez en amateur Hideki Matsuyama speelden deze ronde samen en hadden het moeilijk. Jiménez maakte +9 en Matsuyama, die drie rondes aan de leiding van de amateurs had gestaan, maakte een laatste ronde van +7. De prijs voor de beste amateur ging naar Patrick Cantlay, die de laatste ronde in par speelde.
- Leaderboard

| Naam                  | R1 | R1  | Stand | R2 | R2  | Totaal | Stand | R3 | R3  | Totaal | Stand | R4 | R4  | Totaal | Stand |
| --------------------- | -- | --- | ----- | -- | --- | ------ | ----- | -- | --- | ------ | ----- | -- | --- | ------ | ----- |
| Bubba Watson po       | 69 | −3  | T4    | 71 | −1  | −4     | T3    | 70 | −2  | −6     | 4     | 68 | −4  | −10    | 1     |
| Louis Oosthuizen      | 68 | −4  | T2    | 72 | par | −4     | T3    | 69 | −3  | −7     | 3     | 69 | −3  | −10    | 2     |
| Lee Westwood          | 67 | −4  | 1     | 73 | +1  | −4     | T3    | 72 | par | −4     | T6    | 68 | −4  | −8     | T3    |
| Matt Kuchar           | 71 | −1  | T14   | 70 | −2  | −3     | T8    | 70 | −2  | −5     | 5     | 69 | −3  | −8     | T3    |
| Peter Hanson          | 68 | −4  | T2    | 74 | +2  | −2     | T11   | 65 | −7  | −9     | 1     | 73 | +1  | −8     | T3    |
| Phil Mickelson        | 74 | +2  | T42   | 68 | −4  | −2     | T11   | 66 | −6  | −8     | 2     | 72 | par | −8     | T3    |
| Ian Poulter           | 72 | par | T28   | 72 | par | par    | T24   | 70 | −2  | −2     | T12   | 69 | −3  | −5     | 7     |
| Adam Scott            | 75 | +3  | T51   | 70 | −2  | +1     | T31   | 73 | +1  | +2     | T32   | 66 | −6  | −4     | T8    |
| Justin Rose           | 72 | par | T28   | 72 | par | par    | T24   | 72 | par | par    | T24   | 68 | −4  | −4     | T8    |
| Pádraig Harrington    | 71 | −1  | T14   | 73 | +1  | par    | T24   | 68 | −4  | −4     | T6    |    |     | −4     | T8    |
| Hunter Mahan          | 72 | par | T28   | 72 | par | par    | T24   | 68 | −4  | −4     | T6    | 74 | +2  | −2     | T12   |
| Sergio García         | 72 | par | T28   | 68 | −4  | −4     | T3    | 75 | +3  | −1     | T19   | 71 | −1  | −2     | T12   |
| Fred Couples (1992)   | 72 | par | T28   | 67 | −5  | −5     | T1    |    | 70  | −2     | T12   | 72 | par | −2     | T12   |
| Ben Crane             | 69 | −3  | T4    | 73 | +1  | −2     | T11   | 72 | par | −2     | T12   | 73 | +1  | −1     | T17   |
| Charles Howell III    | 72 | par | T28   | 70 | −2  | −2     | T11   | 74 | +2  | par    | T24   | 72 | par | par    | T19   |
| Francesco Molinari    | 69 | −3  | T4    | 75 | +3  | par    | T24   | 70 | −2  | −2     | T12   | 74 | +2  | par    | T19   |
| Paul Lawrie           | 69 | −3  | T4    | 72 | par | −3     | T8    | 72 | par | −3     | T10   | 76 | +4  | +1     | T24   |
| Jason Dufner          | 69 | −3  | T4    | 70 | −2  | −5     | T1    | 75 | +3  | −2     | T12   | 75 | +3  | +1     | T24   |
| Vijay Singh (2000)    | 70 | −2  | T11   | 72 | par | −2     | T11   | 76 | +4  | +2     | T32   | 72 | par | +2     | T27   |
| Nick Watney           | 72 | par | T28   | 70 | −2  | −2     | T11   | 72 | par | −2     | T12   | 77 | +5  | +3     | T33   |
| Sean O'Hair           | 73 | +1  | T34   | 70 | −2  | −1     | T16   | 71 | −1  | −2     | T12   | 77 | +5  | +3     | T33   |
| Henrik Stenson        | 71 | −1  | T14   | 71 | −1  | −2     | T11   | 70 | −2  | −4     | T6    | 81 | +9  | +5     | T40   |
| Aaron Baddeley        | 71 | −1  | T14   | 71 | −1  | −2     | T11   | 77 | +5  | +3     | T38   | 74 | +2  | +5     | T40   |
| Rory McIlroy          | 71 | −1  | T15   | 69 | −3  | −4     | T3    | 77 | +5  | +1     | T27   | 76 | +4  | +5     | T40   |
| Patrick Cantlay (Am)  | 71 | −1  | T14   | 78 | +6  | +5     | T53   | 74 | +2  | +7     | T57   | 72 | par | +7     | T46   |
| Hideki Matsuyama (Am) | 71 | −1  | T14   | 74 | +2  | +1     | T31   | 72 | par | +1     | T27   | 79 | +7  | +8     | T50   |
| Miguel Ángel Jiménez  | 69 | −3  | T4    | 72 | par | −3     | T8    | 76 | +4  | +1     | T27   | 81 | +9  | +10    | 56    |

| Leider |  | Toernooirecord |  | MC = missed cut = cut gemist |  | DQ = disqualified |

## Spelers
De top-50 van de wereldranglijst per eind 2011 mogen meedoen. Het is de eerste Masters waarin minimaal vier Koreaanse spelers zullen aantreden.
| OWGR Top-50 1. Luke Donald 2. Lee Westwood 3. Rory McIlroy 4. Martin Kaymer 5. Adam Scott 6. Steve Stricker 7. Dustin Johnson 8. Jason Day 9. Charl Schwartzel 10. Webb Simpson 11. Matt Kuchar 12. Nick Watney 13. Graeme McDowell 14. Phil Mickelson ('04, '06, '10) 15. Kyung-ju Choi 16. Ian Poulter 17. Sergio Garcia 18. Justin Rose 19. Hunter Mahan 20. Paul Casey 21. Bubba Watson 22. Alvaro Quiros 23. Tiger Woods ('97, '01, '02, '05) 24. Robert Karlsson 25. Kyung-tae Kim 26. David Toms 27. Bill Haas 28. Simon Dyson 29. Bo Van Pelt 30. Sang-moon Bae 31. Keegan Bradley 32. Rickie Fowler 33. Jason Dufner 34. Anders Hansen 35. Thomas Bjørn 36. Geoff Ogilvy 37. Zach Johnson 38. Brandt Snedeker 39. Fredrik Jacobson 40. Louis Oosthuizen 41. Francesco Molinari 42. Peter Hanson 43. John Senden 44. Miguel Ángel Jiménez 45. Yong-eun Yang 46. Aaron Baddeley 47. Martin Laird 48. Darren Clarke 49. Gonzalo Fernández-Castaño 50. Jim Furyk | 2012 Ranking - Jonathan Byrd - Ángel Cabrera - Kevin Chappell - Stewart Cink - Tim Clark - Ben Crane - Ross Fisher - Harrison Frazar - Robert Garrigus - Lucas Glover - Pádraig Harrington - Charles Howell III - Trevor Immelman - Edoardo Molinari - Kevin Na - Sean O'Hair - Ryan Palmer - Chez Reavie - Rory Sabbatini - Scott Stallings - Brendan Steele - Henrik Stenson - Scott Verplank - Johnson Wagner - Mike Weir - Mark Wilson - Gary Woodland | Voormalige winnaars - Fred Couples (1992) - Ben Crenshaw (1984, 1995) - Bernhard Langer (1985, 1993) - Sandy Lyle - Larry Mize (1987) - Mark O'Meara (1998) (teruggetrokken) - José María Olazabal (1994, 1999) - Vijay Singh (2000) - Craig Stadler (19822) - Tom Watson (1977, 1981) - Ian Woosnam Invitaties/kwalificatie - Aaron Baddeley - Ryo Ishikawa - Paul Lawrie - Kyle Stanley - Henrik Stenson - Y E Yang - Amateurs - Kelly Kraft (US Amateur) - Patrick Cantlay (2de US Amateur) - Bryden MacPherson (British Amateur) - Randal Lewis (Mid-Amateur) - Hideki Matsuyama (Asian Amateur). - Corbin Mills (Amateur Public Links) |

1934 ·
1935 ·
1936 ·
1937 ·
1938 ·
1939 ·
1940 ·
1941 ·
1942 ·
1943 ·
1944 ·
1945 ·
1946 ·
1947 ·
1948 ·
1949 ·
1950 ·
1951 ·
1952 ·
1953 ·
1954 ·
1955 ·
1956 ·
1957 ·
1958 ·
1959 ·
1960 ·
1961 ·
1962 ·
1963 ·
1964 ·
1965 ·
1966 ·
1967 ·
1968 ·
1969 ·
1970 ·
1971 ·
1972 ·
1973 ·
1974 ·
1975 ·
1976 ·
1977 ·
1978 ·
1979 ·
1980 ·
1981 ·
1982 ·
1983 ·
1984 ·
1985 ·
1986 ·
1987 ·
1988 ·
1989 ·
1990 ·
1991 ·
1992 ·
1993 ·
1994 ·
1995 ·
1996 ·
1997 ·
1998 ·
1999 ·
2000 ·
2001 ·
2002 ·
2003 ·
2004 ·
2005 ·
2006 ·
2007 ·
2008 ·
2009 ·
2010 ·
2011 ·
2012 ·
2013 ·
2014 ·
2015 ·
2016 ·
2017 ·
2018 ·
2019 ·
2020